# Acalypha aristata
Acalypha aristata é uma espécie de flor do gênero Acalypha, pertencente à família Euphorbiaceae.